# Medina profana
Medina profana là một loài ruồi trong họ Tachinidae.